# Rutilus meidingerii
Rutilus meidingerii là một loài cá vây tia thuộc họ Cyprinidae.
Loài này có ở Áo, Đức, và Slovakia.